# Olivier Toussaint
Olivier Toussaint (París, c. 1943
), es un compositor y cantante pop, arreglista de orquesta, director de empresa y productor discográfico francés. Es conocido mundialmente por componer, junto a Paul de Senneville, la «Balada para Adelina».

## Biografía
Nació en París en 1943, en una familia de músicos clásicos. Su bisabuelo, Gilbert Duprez, era un conocido cantante de ópera. Sus abuelos también eran cantantes de ópera y su madre era una pianista de concierto que tocaba en grandes orquestas en Francia.
Por insistencia de su madre, estudió Economía y Ciencias Sociales en la Universidad de París. Pero, tan pronto como se graduó, volvió a hacer música. Trabajó profesionalmente como cantante y músico, tocando la guitarra. Al mismo tiempo, participó en la escritura de música para la televisión y el cine. La música clásica fue parte de su vida debido a sus antecedentes familiares, pero no se ajustaba a sus expectativas musicales. Estaba muy interesado en el jazz, easy listening, la música semiclásica y el pop.

## Carrera musical

### Primeros años
Su carrera comenzó al asociarse con el compositor francés Paul de Senneville en 1968. Poco después, compusieron muchas canciones juntos. Rápidamente sus composiciones fueron grabadas por grandes cantantes franceses como Michel Polnareff, Christophe, Dalida, Petula Clark, Claude François y Mireille Mathieu. Vendieron internacionalmente más de 100 millones de discos.
Olivier Toussaint y Paul de Senneville también se involucraron en el negocio de la producción musical y pusieron en marcha el grupo «Pop Concerto Orchestra». En este colectivo, Toussaint fue cantante principal. Luego, lanzaron un segundo grupo de rock and roll denominado «Anarchic System». Durante un período de 5 años, ambos grupos vendieron varios millones de discos.

### Desarrollo profesional
En 1975 fue el gran avance tanto para Paul de Senneville como para Olivier Toussaint con el triunfo de «Dolanes Melodie»,que lanzó el trompetista Jean-Claude Borelly. Colaboraron con el compositor y arreglista francés Gérard Salesses, en la organización de muchos de los títulos para Jean-Claude Borelly.
En 1976, Paul de Senneville y Olivier Toussaint crearon su propio sello discográfico, Delphine (llamado así por la primera hija de De Senneville). Delphine es uno de los principales exportadores de música francesa al mercado mundial. Poco después, en 1976, descubrieron a Richard Clayderman y lo establecieron como el principal vendedor de discos francés en todo el mundo con más de 65 millones de LPs vendidos. La «Balada para Adelina», compuesta por Paul de Senneville y Olivier Toussaint, fue la primera canción grabada por Richard Clayderman en el estudio Delphine, y vendió más de 22 millones de sencillos en 38 países entre los años 1977 a 1979.
En 1977 el proyecto de sintetizador By the Savers (Olivier Toussaint junto con los músicos franceses Roland Romanelli y Jean Baudlot)lanzó un sencillo Help Me across Europe que no llegó a ninguna parte.

### Éxito
El año 1978 fue el gran éxito de Olivier Toussaint, asistiendo en Monegasque a la participación en el Festival de la Canción de Eurovisión de 1978,e interpretando el dueto «Les jardins de Mónaco» («Los jardines de Mónaco») con la cantante femenina «Caline» (seudónimo de Corinne Sauvage). Fue sucedido como representante monegasco en el Concurso de 1979 por Laurent Vaguener (seudónimo de Jean Baudlot) con «Notre Vie C'Est La Musique».
En 1983, con la canción «Eden is a magic world» (compuesta por Paul de Senneville), Olivier Toussaint obtuvo el número 1 en las listas de Francia, Suiza y Valonia, la parte francófona de Bélgica.
Desde entonces, Olivier Toussaint ha sido el gerente principal de la compañía Delphine, cuidando a más de 40 empleados y artistas. La empresa Delphine es hoy en día varios grupos que representan a 15 empresas que se ocupan de diversas actividades. Además de producir y grabar música para varios instrumentistas internacionales como Richard Clayderman, Nícolas de Angelisy, el grupo Ocarina, las actividades de Delphine son instrumentales en una producción de películas y clips publicitarios.
Olivier Toussaint todavía está apasionadamente involucrado con la carrera de Richard Clayderman; gestionando sus giras mundiales, produciendo sus álbumes, etc.

## Discografía
- 1974 – Electric Arena
- 1975 – Orquesta de Conciertos Pop
- 1975 – Sistema Anárquico
- 1976 – Cherie Sha la la
- 1976 – Generación
- 1977 – Lleva un arco iris
- 1977 – Ayúdame
- 1978 – Decidí hacer el amor
- 1978 – Les jardins de Mónaco (con Caline, ESC 1978 para Mónaco)
- 1982 – El Edén es un mundo mágico
- 1985 – Divorcio à Hollywood (también conocido como «Irreconciliable Differences», banda sonora)

## Filmografía
- Casablanca Driver (2004) ("Pop Concerto Show")
- Un linceul n'a pas de poches (1974) (escritor:"Dolannes Melodie")
- El Festival de la Canción de Eurovisión (1978) (TV)

## Premios y nominaciones
- Césars 1976: César nominada a mejor música escrita para una película por Un sudario no tiene bolsillos.